# Эпифаринкс
Эпифаринкс (epipharynx — от др.-греч. ἐπι- — приставка со значением пребывания на чём-либо и φάρυγξ — «горло, глотка») — непарная хитиновая пластинка, образующая верхнюю стенку ротовой полости у насекомых. Обычно располагается на нижней поверхности верхней губы (larbum) и наличника (clypeus).
Такие группы насекомых, как чешуекрылые, жесткокрылые, перепончатокрылые обладают более развитым эпифаринксом, имеющим по бокам хитиновые подушкообразнве выступы, а посередине — продольную бороздку.
Наибольшего развития эпифаринкс достигает у двукрылых (отдельные виды мух, комаров), у которых он имеет вид длинной колючей щетинки или желобка, образующего вместе с верхней губой верхнюю стенку сосательной трубки или хоботка, при помощи которого происходит сосание пищи.
Эпифаринкс часто может быть покрыт мелкими волосками и сенсиллами.